# 내성초등학교 (부산)
내성초등학교는 대한민국 부산광역시 동래구 복천동에 있는 공립 초등학교이다.

## 학교 연혁
- 1907년 4월 1일 공립동래보통학교 설립인가
- 1910년 3월 31일 제1회 졸업식(20명)
- 1911년 4월 1일 동래공립보통학교 개명
- 1925년 4월 1일 동래제1공립보통학교 개명
- 1938년 4월 1일 동래제1공립심상소학교 개명
- 1941년 4월 1일 복정공립국민학교 개명
- 1946년 8월 31일 초대(한국인) 김백운 교장 취임
- 1947년 2월 28일 내성공립국민학교 개명
- 1992년 3월 30일 학교 급식 실시
- 1995년 3월 1일 제18대 이재하 교장 부임
- 1996년 3월 1일 현재 교명(내성초등학교)으로 변경
- 1997년 9월 10일 병설유치원 개원(2학급)
- 1998년 11월 1일 내성역사관 개관
- 1999년 9월 1일 제19대 옥성학 교장 부임
- 2000년 2월 18일 제90회 졸업식(총 32285명)
- 2000년 3월 1일 36학급(특수 1) 편성
- 2001년 2월 19일 제91회 졸업식(총 32539명)
- 2001년 3월 1일 34학급(특수 1) 편성
- 2002년 2월 19일 제92회 졸업식(총 32794명)
- 2003년 2월 1일 동래교육청 소속 발명교실 개관
- 2003년 2월 20일 제93회 졸업식(총 33074명)
- 2003년 3월 1일 32학급(특수 1) 편성
- 2006년 2월 20일 제96회 졸업식(총 31851명)
- 2006년 3월 1일 제22대 김남수 교장 부임
- 2007년 2월 21일 제97회 졸업식(총 32016명)
- 2007년 4월 7일 100주년 행사
- 2008년 2월 21일 제98회 졸업식(총 32155명)
- 2009년 2월 21일 제99회 졸업식(총 32285명)
- 2009년 9월 1일 제23대 김용수 교장 부임
- 2010년 2월 20일 제100회 졸업식(총 32412명)
- 2010년 3월 1일 25학급(특수 2) 편성
- 2011년 2월 18일 제101회 졸업식(119명)
- 2011년 3월 1일 24학급(특수 2) 편성
- 2011년 6월 17일 구강보건실 개소
- 2012년 2월 15일 제102회 졸업식(128명)
- 2012년 3월 1일 22학급(특수 2) 편성
- 2012년 9월 1일 제24대 황을숙 교장 부임
- 2013년 2월 15일 제103회 졸업식(108명)
- 2013년 3월 1일 20학급(특수 2) 편성
- 2014년 2월 17일 제104회 졸업식(104명, 누계 32901명)
- 2014년 3월 1일 18학급(특수 1) 편성
- 2015년 2월 17일 제105회 졸업식(86명, 누계 32987명)
- 2015년 3월 1일 17학급(특수 2) 편성
- 2016년 2월 19일 제106회 졸업식(70명, 누계 33057명)
- 2016년 3월 1일 15학급(특수 2) 편성
- 2016년 9월 1일 제25대 김재은 교장 부임
- 2017년 2월 17일 제107회 졸업식(60명, 누계 33117명)
- 2017년 2월 28일 본관 교사내 복도 도색공사
- 2017년 3월 1일 14학급(특수 2) 편성
- 2017년 3월 6일 Wee클래스 구축, 학습준비물실 구축, 보건실 현대화

## 참고 자료
- 내성초등학교 - 한국교육학술정보원 학교알리미